# Pullay (Chile)
Pullay es un caserío costero, ubicada en la comuna de Cobquecura, de la Región de Ñuble, en Chile. Posee una distancia de diecinueve kilómetros de la capital comunal, Cobquecura. Su acceso es a través de la Ruta M-80-N, entre las localidades de Tregualemu y Buchupureo.
Posee una playa rodeada de roqueríos, en la cual se suele practicar el surf y pesca. En materia de educación, tiene una escuela de educación básica.